# Crenicichla sipaliwini
Crenicichla sipaliwini és una espècie de peix de la família dels cíclids i de l'ordre dels perciformes que es troba a Sud-amèrica: Surinam.
Els mascles poden assolir els 17,3 cm de longitud total.